# Злочинець (фільм, 2016)
«Злочинець» (англ. Criminal) — американський кінотрилер режисера Аріеля Вромена. Сценарій написано Дугласом Куком та Девідом Вейсбергом. У головній ролі знявся Кевін Костнер. Стрічка про те як психопату-злочинцю вживили пам'ять агента ЦРУ, якого вбили, для того, щоб завершити завдання. У стрічці чимало зірок кіно, а саме Кевін Костнер, Раян Рейнольдс, Галь Гадот, Ґері Олдмен, Томмі Лі Джонс.

## Сюжет
Американський агент ЦРУ Біллі Поуп (Раян Рейнольдс) гине виконуючи завдання. Він повинен був заплатити десять мільйонів доларів хакеру на прізвисько «Голландець», який має коди доступу до системи запуску ядерних ракет США.
На «Голландця» полює промисловий анархіст Хав'єр Хаймдаль. Це його люди закатували до смерті Біллі Поупа. Поуп заховав «Голландця» у безпечному місці, та тільки він знав, де той. Агенти ЦРУ звертаються до лікаря Френкса (Томмі Лі Джонс), який роками робить експерименти з передачі пам'яті від одного пацюка до іншого. На людях такі експерименти він ще не проводив. Лікар Френкс як піддослідного пацюка використовує психопата Джеріко (Кевін Костнер), який все життя перебуває у в'язницях. У нього з дитинства відсутні емоції. Після того, як батько викинув його з машини, у нього пошкоджений мозок. І саме тому він чудово підходить для цього експерименту. Одразу після операції він починає пригадувати фрагменти з життя Біллі Поупа. Але коли Керівник групи ЦРУ, відповідальний за цю справу Квакер Велс (Ґері Олдмен), починає розпитувати його, де перебуває «Голандець», той бреше, нібито нічого не пам'ятає. Велс вирішує, що дослід провалився, і відправляє Джеріко назад у в'язницю. Джеріко убиває одного з агентів, що спричиняє ДТП. Він постраждалого у ДТП водія перекладає у машину ЦРУ і спалює її. Далі він їде до будинку Поупа на краденому фургоні і знайомиться з його дружиною (Галь Гадот). Він її зв'язує скотчем, але не кривдить. Він пригадав сумку з грішми, яку Поуп мав передати «Голандцю», і розпитує про неї Джил Поуп. Вона зуміла активувати сигналізацію. А коли агенти ЦРУ подзвонили для перевірки, Джеріко знав код скасування сигналізації. Так агенти ЦРУ дізналися, що дослід пройшов вдало.
Джеріко пригадав, що Поуп заховав щось за книжкою, і йде у бібліотеку. У бібліотеці він заходить на сайт ЦРУ під логіном Поупа, розшукуючи лікаря Френкса. Він знайшов лікаря, який йому потрібен був для того, щоб пом'якшити головний біль після операції. Лікар сказав йому, що спогади й емоції Поупа пробудуть в нього лише кілька днів. На цьому його й затримують агенти ЦРУ. ЦРУ обіцяє Джеріко гроші, якщо він вкаже їм, де перебуває «Голландець». А тим часом «Голландець» домовляється з росіянами про обмін кодів від ракет США на гроші та новий паспорт.
В ЦРУ дуже занепокоєні цим. Хав'єр Хаймдаль зламав базу даних ЦРУ та імітував буцімто «Голландець» засвітився на камеру в аеропорту. Квакер Велс одразу наказує відвезти злочинця назад до в'язниці, а сам вирушає хибним слідом, який йому підсунув Хав'єр Хаймдаль, люди якого перехоплюють машину ЦРУ на мості. Розпочинається перестрілка, в ході якої всі агенти помирають, виживає тільки Джеріко, але він поранився. Щоб обробити рану, Джеріко повертається до будинку Поупа. Там він проводить час з сім'єю Поупа. Потім відправляється в Лондонський Університет. Коли він пішов, Хав'єр Хаймдаль схопив сім'ю Поупа і дізнався, де Джеріко. 
Росіяни вислали групу захоплення, щоб схопити «Голландця». ЦРУ довідалося про це і пішло їхнім слідом. Зав'язалася стрілянина між ними і росіянами.
Джеріко був змушений повести людей Хаймдаля до «Голландця». Але завівши їх в лабораторію, він, змішавши кислоти і ще якісь речовини, спричинив вибух. До «Голландця» Джеріко пішов сам. Вони приготували для Хав'єра сюрприз. Та Ельза, одна з людей Хаймдаля, все-таки знайшла їх, вбила «Голландця» і поранила Джеріко, але той у свою чергу вбив її вазоном і забрав флешку з кодами. Далі Джеріко відправився на викраденому автомобілі швидкої допомоги до Хав'єра. Він врятував сім'ю Поупа, до якої у нього прокинулися теплі почуття. При цьому в нього вистрілив Хаймдаль, який сів у літак і полетів, маючи в руках флешку з кодами. Вже в літаку він захотів використати коди, та ракета, яку він випустив, збила його літак. 
Закінчується кіно на пляжі, про який Джеріко мав теплі спогади. Він пригадав Джіліан Поуп та її доньку, яким він теж до вподоби. Відтепер він залишиться зі спогадами Поупа назавжди.

## Акторський склад
| Актор          | Роль                           |
| -------------- | ------------------------------ |
| Кевін Костнер  | Джеріко                        |
| Раян Рейнольдс | Біллі Поуп                     |
| Галь Гадот     | Джіліан Поуп                   |
| Ґері Олдмен    | Керівник групи ЦРУ Квакер Велс |
| Томмі Лі Джонс | Лікар Френкс                   |
| Жорді Молья    | Хав'єр Хаймдаль                |
| Майкл Пітт     | Ян Струк "Голандець"           |
| Еліс Ів        | Марта Лінч                     |
| Антьє Трауе    | Ельза Мюлер                    |
| Скотт Едкінс   | Піт Ґрінслівс                  |
| Аморі Ноласко  | Естебан Руіза                  |
| Колін Селмон   | наглядач                       |

## Критика
Незважаючи на зусилля талановитих виконавців фільм отримав в цілому негативні відгуки від критиків і глядачів: Rotten Tomatoes дав оцінку 30 % (середня оцінка 4,40/10) на основі 137 відгуків від критиків, а оцінка стрічки від глядачів на сайті Rotten Tomatoes — 47% із середньою оцінкою 3,19/5 (20 599 голосів).